# Disneyfizierung
Disneyfizierung ist ein Begriff der Stadtplanung und Architektursoziologie.

## Inhalt
Er steht für eine neue Definition von Stadt und Gesellschaft, bei der die Wiederbelebung alter Wertesysteme eine zentrale Rolle spielt. Das Konzept des Themenparks soll nicht mehr allein dem traumhaften, kurzzeitigen Erholung verheißenden Ausstieg aus der wirklichen Welt dienen, es verspricht jetzt auch wirkliche Weltverbesserung. In fast kultischer Weise werden die Leitgedanken des Firmengründers Walt Disney als neues Gesellschaftskonzept wiederentdeckt, die Idealvorstellung, dass jeder seines Schicksals eigener Schmied ist, getrieben von Träumen, die durch seine Willenskraft realisiert werden.
Disneyfizierung wird zum Symbol der Verwirklichung des „American Dream“.
Kritisiert wird der Prozess der Disneyfizierung städtischer Räume wie des Times Square aus vielen Gründen. Zum einen geht damit eine starke Kontrolle des öffentlichen Raumes einher, aus dem alles Unerwünschte (etwa Obdachlosigkeit, Prostitution, Drogenkonsum) verdrängt wird – eine Parallele zu diktatorischen Gesellschaften. Zum anderen wird eine Scheinwelt erzeugt, in der weder soziale Probleme noch soziale Pluralität (in Bezug auf Religionen, Ethnizität und Lebensentwürfe) der Stadt stattfinden und somit vergessen und negiert werden. Es erfolgt eine Reduktion des öffentlichen und gesellschaftlichen Raumes auf die glückliche christlich-weiße Kleinfamilie.

## Im Film
Die Disneyfizierung Las Vegas’ wird in der Schlussszene von Martin Scorseses Spielfilm Casino und in The Cooler – Alles auf Liebe thematisiert.